# Mần trầu
Mần trầu hay cỏ vườn trầu, màn trầu, màng trầu, thanh tâm thảo, cỏ chỉ tía, ngưu cân thảo (danh pháp: Eleusine indica) là loài thực vật xâm thực thuộc họ Hòa thảo Poaceae. Đây là loài phân bố ở các vùng khí hậu ấm từ vĩ độ 50 trở lên.

## Miêu tả

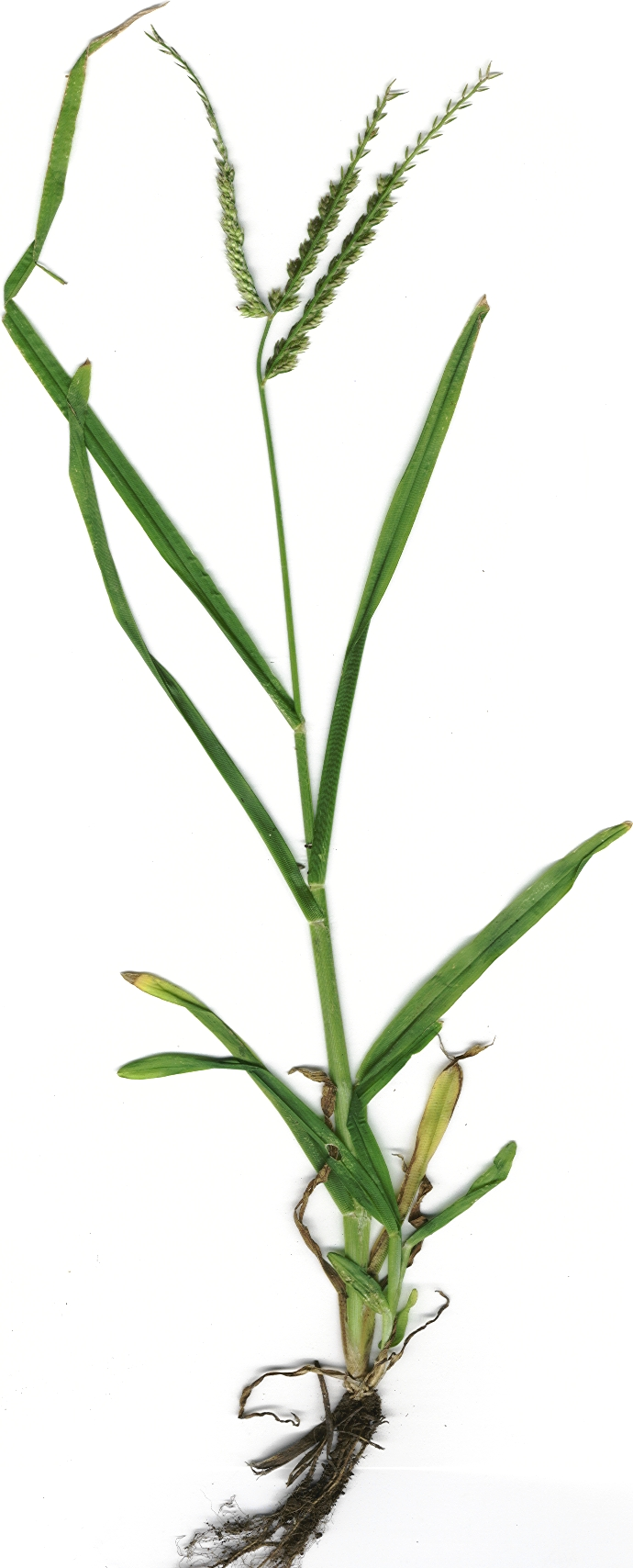
Lá và hoa cỏ mần trầu.

Mần trầu là cây hàng năm, cao trung bình từ 20 cm đến 40 cm, cây trưởng thành có thể đạt chiều cao là 90 cm, thân bò dài ở gốc, có phân nhánh, sau đó mọc thẳng thành bụi. Lá mần trầu hình dải nhọn, mọc so le. Cụm hoa là bông xẻ ngọn, có từ 5 đến bảy nhánh dài mọc toả tròn đều ở đầu cuống chung, có thêm từ 1 đến hai nhánh xếp thấp hơn ở dưới. Quả thuôn dài. Cây rất dễ sống có thể mọc và sinh trưởng tốt kể cả ở những nơi đất rẽ.

## Thành phần hóa học
Phần cây trên mặt đất có chứa dẫn chất của bê ta sitosterol và palmitoyl, cành và lá tươi có flavonoid.

## Làm dược liệu
Theo đông y, mần trầu có vị ngọt hơi đắng, tính bình, có tác dụng hạ nhiệt, làm ra mồ hôi, tiêu viêm trừ thấp, cầm máu, tán ứ và mát gan.

#### Chỉ định
Thường được dùng trị cao huyết áp, lao phổi, ho khan, sốt âm ỉ về chiều, lao lực mệt nhọc, tiểu tiện vàng và ít một. Còn dùng cho phụ nữ có thai hỏa nhiệt táo bón, buồn phiền, động thai, Nhức đầu, nôn mửa, tức ngực, sốt nóng. Cũng dùng uống trị mụn nhọt, các chứng nhiệt độc, trẻ em tưa lưỡi.
- Ở Trung Quốc, thường dùng chữa:
- Đề phòng chứng viêm não truyền nhiễm
- Thống phong
- Viêm gan vàng da
- Viêm ruột, lỵ
- Viêm niệu đạo, viêm thận, viêm tinh hoàn.
- Dùng ngoài trị đòn ngã tổn thương, cầm máu chó cắn.

## Hình ảnh

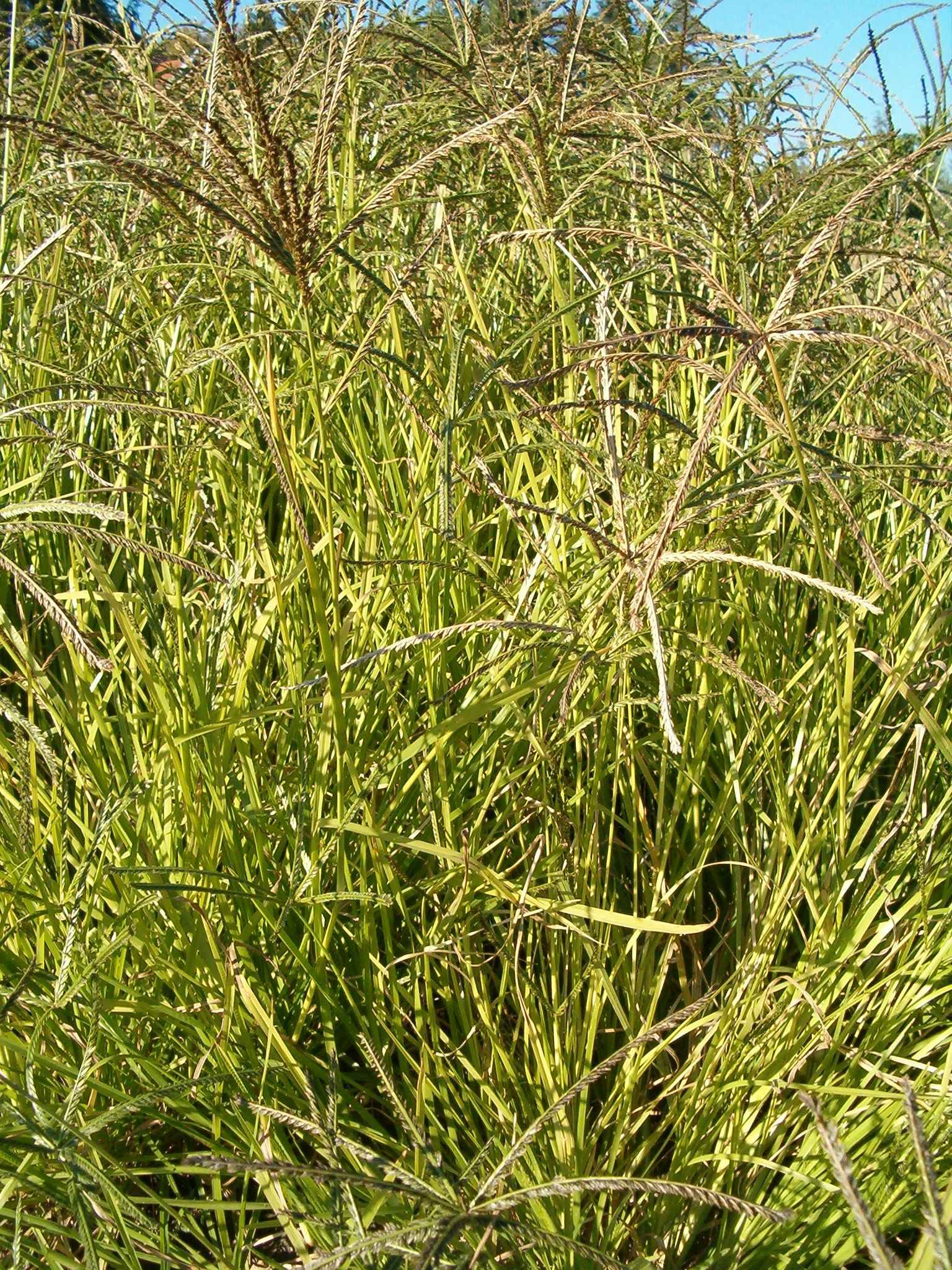
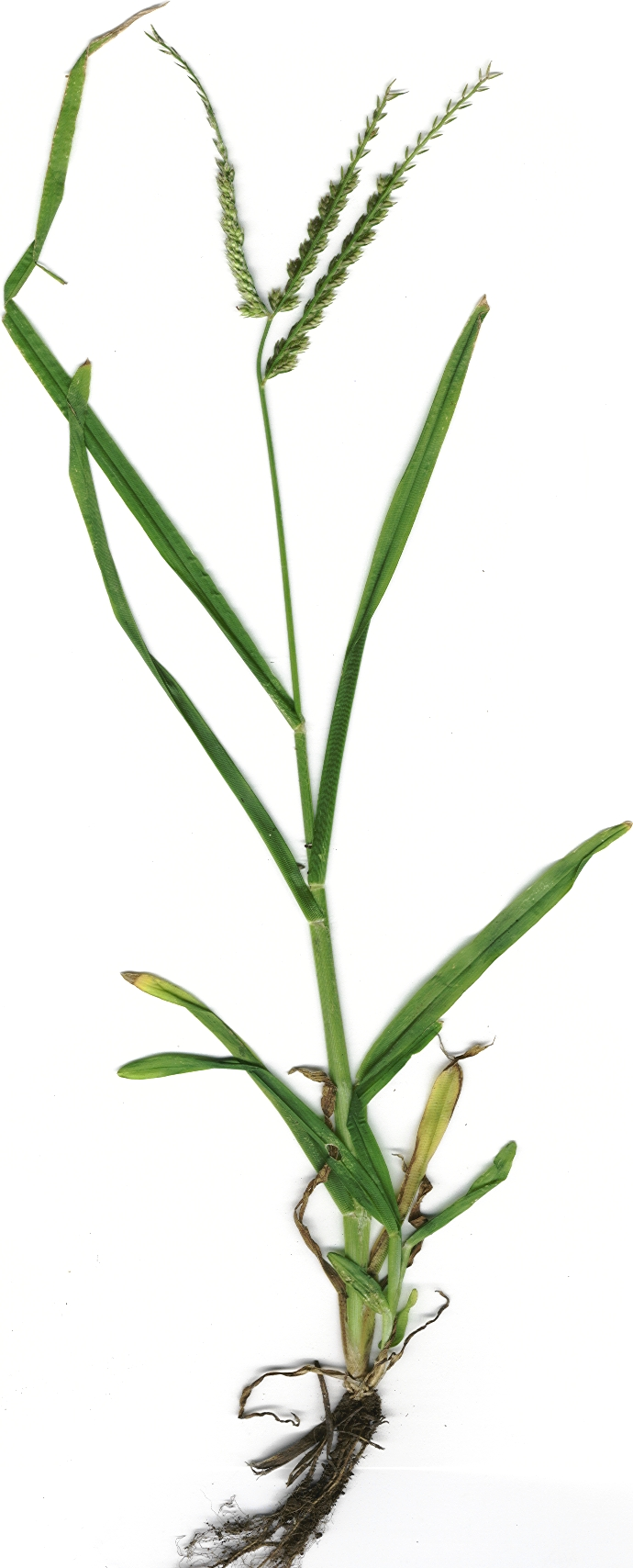
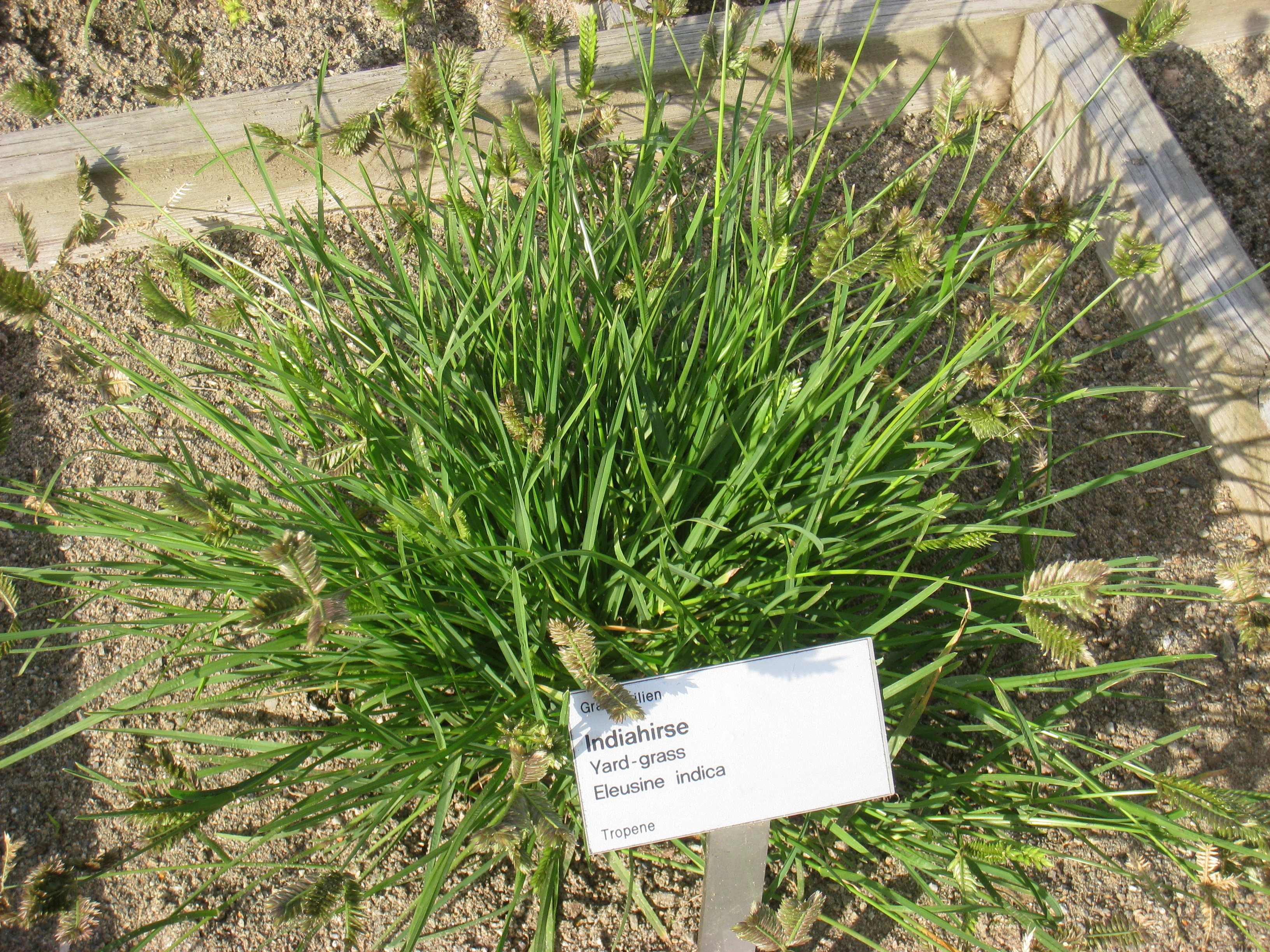
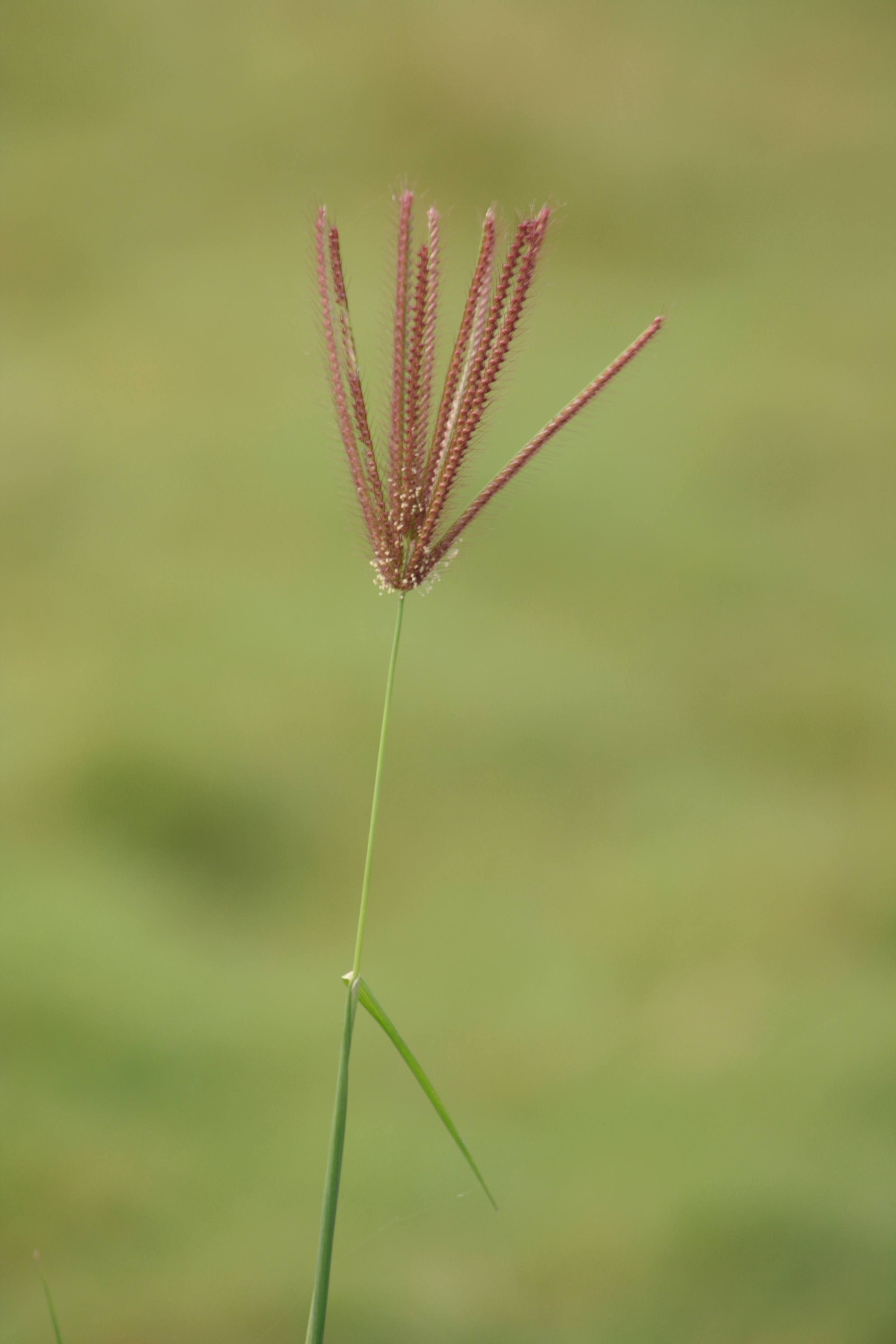